# Protolyse
La protolyse ou réaction protolytique est une réaction chimique dans laquelle un proton (ion H +) est transféré entre deux « partenaires de réaction ». Le terme protolyse est souvent utilisé à tort pour décrire la séparation des protons. La protolyse est le processus décisif selon l'importante théorie acide-base de Brønsted. Ensuite, un acide transfère un proton (H+) à un partenaire de réaction. Le composé appelé acide agit comme un donneur de protons, la base (souvent l'eau) capte les protons et est donc appelée accepteur de protons. Un équilibre chimique est établi entre les composants de la réaction.

## Réaction protolytique
Si le chlorure d'hydrogène gazeux (HCl) est introduit dans l'eau, de l'acide chlorhydrique se forme avec la protolyse. Dans cette réaction d'équilibre, la molécule HCl et l'ion H3O+ sont des donneurs de protons, c'est-à-dire des acides selon Brønsted. H2O et Cl− agissent comme des accepteurs de protons, ce sont donc des bases selon Brønsted.
{\displaystyle \mathrm {H_{2}O\ +\ HCl\ \rightleftharpoons \ H_{3}O^{+}\ +\ Cl^{-}} }
Par exemple, si de l'acide acétique pur (H3C-COOH) est ajouté à l'eau, H3O+ et l'anion acétate (H3C-COO−) se forment avec la protolyse. Ici, CH3COOH et H3O+ sont des donneurs de protons, tandis que H3C-COO− et H2O sont des accepteurs de protons.
{\displaystyle \mathrm {H_{3}C{-}COOH\ +\ H_{2}O\ \rightleftharpoons \ H_{3}C{-}COO^{-}\ +\ H_{3}O^{+}} }
Protolyse du composé biprotonique acide sulfurique dans l'eau :
{\displaystyle \mathrm {H_{2}SO_{4}\ +\ 2\ H_{2}O\ \rightleftharpoons \ H_{3}O^{+}\ +\ H_{2}O\ +\ HSO_{4}^{-}\rightleftharpoons \ 2\ H_{3}O^{+}\ +\ SO_{4}^{2-}} }
Dans cette équation de réaction, les molécules H2SO4 et l'ion H3O+ sont des donneurs de protons, c'est-dire des acides selon Brønsted. H2O et SO42− agissent comme des accepteurs de protons, ce sont donc des bases selon Brønsted. HSO4−, qui, selon la direction de la réaction, peut réagir en tant qu'accepteur de protons ou donneur de protons, joue un rôle particulier. Les substances possédant de telles propriétés sont appelées ampholytes.
Si le gaz ammoniac (NH3) est introduit dans l'eau, il se forme des ions ammonium (NH4+) et des ions hydroxyde (OH−). Les donneurs de protons sont ici NH4+ et H2O, tandis que OH− et NH3 sont des accepteurs de protons.
{\displaystyle \mathrm {NH_{3}\ +\ H_{2}O\;\rightleftharpoons \ NH_{4}^{+}\ +\ OH^{-}} }

## Autoprotolyse
L'eau pure subit une autoprotolyse (également appelée « autodissociation »). Cette réaction engendre la formation d'ions oxonium (H3O+) et d'ions hydroxyde (OH−). H2O peut réagir à la fois en tant que donneur de protons (sous forme d'acide) ou en tant qu'accepteur de protons (en tant que base). On parle donc ici aussi d'ampholyte.
{\displaystyle \mathrm {2\ H_{2}O\ \rightleftharpoons \ H_{3}O^{+}\ +\ OH^{-}} }
L'équilibre de cette réaction va dans le sens indirect, donc dans le sens de la production de l'eau. La constante d'équilibre de la réaction, appelée « produit ionique de l'eau », noté Ke, est d'environ 10-14 à 298K (25 °C). L'autoprotolyse de l'eau est la raison pour laquelle l'eau chimiquement pure a également au moins une faible conductivité électrique. Une application de l'autoprotolyse pour la séparation des charges électriques se trouve dans le générateur Kelvin lorsqu'il fonctionne avec de l'eau chimiquement pure.
L'autoprotolyse (et donc la valeur du pH) dépend fortement de la température :
| Température | Ke / 10-14 (rapport Ke mesuré / Ke à 25 °C) , | pKe   | pH neutre |
| ----------- | --------------------------------------------- | ----- | --------- |
| 0 ° C       | 0,11                                          | 14,94 | 7,47      |
| 10 ° C      | 0,29                                          | 14,53 | 7,27      |
| 20 ° C      | 0,68                                          | 14,17 | 7,09      |
| 25 ° C      | 1,01                                          | 14.00 | 7,00      |
| 30 ° C      | 1,47                                          | 13,83 | 6,92      |
| 40 ° C      | 2,92                                          | 13,53 | 6,77      |
| 50 ° C      | 5,47                                          | 13,26 | 6,63      |
| 60 ° C      | 9,6                                           | 13.02 | 6,51      |
| 70 ° C      | 16                                            | 12,80 | 6,40      |
| 80 ° C      | 25                                            | 12,60 | 6.30      |
| 90 ° C      | 37                                            | 12,43 | 6,22      |
| 100 ° C     | 54                                            | 12,27 | 6,14      |

### Modèle de l'autoprotolyse de l'eau
On écrit l'équation-bilan de l'autoprotolyse de l'eau sous la forme suivante :
{\displaystyle \mathrm {\ H_{2}O\ \rightleftharpoons \ H^{+}\ +\ OH^{-}} }
Pour la réaction directe, c'est-à-dire la dissociation, il y a formellement une réaction d'ordre 0. Pour la réaction inverse, elle suit une cinétique d'ordre 2. 

### Autoprotolyse en solutions non aqueuses
En plus de l'eau, d'autres solvants suffisamment polaires peuvent également servir de partenaires de réaction dans les réactions acide-base de Brønsted, par exemple le méthanol ou l'éthanol. Un bon exemple est l'autoprotolyse de l'ammoniac liquide. Les ions ammonium et amide se forment.
{\displaystyle \mathrm {2\ NH_{3}\ \rightleftharpoons \ NH_{4}^{+}\ +\ NH_{2}^{-}} }
Produit ionique = 10−32
Des réactions analogues sont également connues dans l'acide sulfurique concentré :
{\displaystyle \mathrm {2\ H_{2}SO_{4}\ \rightleftharpoons \ H_{3}SO_{4}^{+}\ +\ HSO_{4}^{-}} }
Produit ionique = 10−4
De même pour le fluorure d'hydrogène :
{\displaystyle \mathrm {3\ HF\ \rightleftharpoons \ H_{2}F^{+}\ +\ HF_{2}^{-}} }
Produit ionique = 10-10,7 (0°C)